# Перепис (зупинний пункт)
Пере́пис — залізничний зупинний пункт Конотопської дирекції Південно-Західної залізниці.
Розташований біля села Перепис Городнянського району Чернігівської області на лінії Бахмач-Пасажирський — Деревини між станціями Хоробичі (4 км) та Терехівка (Білорусь) (17 км).
Станом на лютий 2020 року приміське пасажирське сполучення відсутнє.